# Eivor
Eivor, alias Morso di Lupo (Heillboer, 847–?) è il/la protagonista del videogioco Assassin's Creed: Valhalla, dodicesimo capitolo principale della serie di Assassin's Creed. In questo capitolo il protagonista è sempre Eivor, tuttavia all'inizio del gioco è possibile selezionare il sesso del personaggio ma a prescindere la storia sarà sempre la stessa e non cambierà come successo nel capitolo precedente con effetto binario: Kassandra e Alexios.
Come già fatto nella serie Fable, il giocatore può avere relazioni sentimentali con vari personaggi e starà al giocatore stabilire l'orientamento sessuale di Eivor e anche il suo carattere grazie alle opzioni di dialogo, come accaduto in Assassin's Creed: Odyssey.

## Biografia

### Giovinezza
Eivor nasce nell'anno 847 d.C. in un villaggio chiamato Helliboer in Norvegia. Nel 855 d.C., quando Eivor ha otto anni suo padre stringe un'alleanza con un altro clan e, durante la festa, vengono attaccati da Kjotve, membro di un clan rivale e restio a tale alleanza. Durante l'assalto Kjotve uccide a tradimento il padre di Eivor davanti a lui e questi riesce a fuggire con l'aiuto della madre, ma il suo cavallo si perde in un lago di ghiaccio ed Eivor viene attaccato da un lupo che gli morde il collo, ma per qualche ragione il lupo si spaventa e fugge via lasciando il piccolo agonizzante, che riesce a salvarsi nonostante la ferita. Eivor, sopravvissuto a tale attacco, verrà poi soprannominato "Morso di Lupo" e verrà adottato da re Styrbjorn, che lo crebbe al fianco di Sigurd, suo figlio biologico. Da lì in poi Eivor e Sigurd stringono un forte legame fino a considerarsi come veri fratelli.

### La vendetta contro Kjotve
Nel dicembre del 872 d.C. Eivor, insieme al suo equipaggio, continua la sua caccia contro Kjotve, ma viene catturato. Kjotve decide di venderlo ai mercanti di schiavi lasciando il compito ai suoi uomini, tuttavia Eivor riesce a liberarsi e a uccidere i suoi carcerieri, per poi liberare i suoi uomini e recuperare l'ascia di suo padre che, anni prima, Kjotve gli aveva sottratto. Eivor, dopo aver salvato i suoi uomini, ha una visione dove gli appare un uomo (che secondo lui è Odino) e lo conduce in cima a una montagna, dove si trova di fronte a un'enorme lupo (che potrebbe essere Fenrir). Finita la visione Eivor e i suoi uomini fuggono dall'accampamento di Kjotve e tornano a casa, ovvero a Fornburg. Al suo ritorno ad accoglierlo c'è Randvi, moglie di Sigurd. Quest'ultimo ritorna al villaggio dopo due anni di saccheggio in tutta l'Europa. Viene preparato un banchetto per il ritorno di Sigurd e questi fa conoscere al suo clan due suoi amici conosciuti durante i suoi viaggi: Basim Ibn Ishaq e Hytham, membri di una setta segreta chiamata Occulti. Sigurd li presenta a Eivor e i due regalano a Morso di Lupo una Lama Celata insegnandogli come usarla. Tempo dopo Eivor, per capire il significato della sua visione, si consulta con la veggente del villaggio, Valka, che, dopo aver sentito la visione di Eivor, gli dice che, secondo lei, è una previsione del futuro, in cui lui tradirà Sigurd.
Sigurd apprende il caos che Kjotve sta causando nell'intera regione e incita il padre a muovere guerra contro di lui, ma Styrbjorn si rifiuta di iniziare una guerra, perché, anche se vincessero, ne uscirebbero distrutti. Così Sigurd ed Eivor decidono di attaccare da soli Kjotve con il supporto di Basim, Hytham e di re Harald. I due Occulti rivelano che il loro obiettivo è quello di uccidere Kjotve, perché fa parte di un'altra setta segreta chiamata Ordine degli Antichi che da secoli li combattono. Eivor e Sigurd si recano alle porte dell'accampamento di Kjotve e Morso di Lupo lo sfida a un duello. Eivor e Kjotve si affrontano ma, durante il duello, Hytham prova ad ucciderlo, fallendo, e alla fine Eivor ottiene la sua vendetta uccidendo Kjotve. Inoltre, recupera il suo medaglione da membro dell'ordine. Ucciso il loro eterno nemico, Eivor e Sigurd assaltano la fortezza per uccidere il figlio Gorm, ma questi fugge.

### Sbarco in Inghilterra
L'esercito torna a Fornburg per festeggiare la vittoria e, durante il banchetto, re Styrbjorn annuncia che d'ora in poi il Clan del Corvo sarà sotto il comando di re Harald, rinunciando quindi a essere un re indipendente e divenendo un semplice jarl. Harald inoltre rivela che la sua intenzione è quella di unificare tutta la Norvegia sotto un unico stendardo. Sigurd, erede del Clan del Corvo, è contrario a cedere il suo trono e, insieme a Eivor, decidono di fondare un loro villaggio in Inghilterra per creare la loro epica storia. Morso di Lupo accetta e insieme a molti membri del clan, tra cui Randvi, partono per l'Inghilterra, accompagnati anche da Basim e Hytham.
Dopo tre settimane di navigazione, nel gennaio 873 d.C. arrivano finalmente sulle coste dell'Inghilterra. La nave di Sigurd, con Eivor e Randvi, decide di procedere da sola per esplorare la zona e comincia a navigare lungo i fiumi. La nave arriva nel vecchio insediamento dei figli di Ragnar Lothbrok e vede che ora è diventato l'accampamento di alcuni banditi. Uccisi tutti, salvano due prigionieri che Sigurd accoglie nel loro clan. Egli decide di rendere quel luogo la loro nuova casa, ribattezzandola Ravensthorpe. Una volta stabilitisi, i vichinghi decidono di stringere alleanze per guadagnare potenza e notorietà.

### La conquista dell'Inghilterra

#### Alleanza con il Grantbridgescire
Eivor decide di recarsi a Grantebridge, dove l'inglese Wigmund è salito al potere dopo avere strappato la città ai norreni dell'armata d'estate, guidati dalla jarlsona Soma. Morso di Lupo, dopo aver conosciuto Soma, l'aiuta a salvare i suoi tre luogotenenti: Galinn, Lif e Birna. Dopo aver salvato tutti e tre, Eivor, insieme a Soma, riconquista Grantebridge, scoprendo che Wigmund è fuggito. Il clan festeggia la vittoria e Soma rivela a Eivor che è triste, perché uno dei suoi luogotenenti è un traditore e ha aiutato Wigmund a conquistare il villaggio. Morso di Lupo indaga su tutti e tre, aiutandoli nelle loro missioni, scoprendo il loro carattere e cosa pensano su Soma. Dopo varie indagini Eivor scopre che il traditore è Galinn e Soma lo uccide personalmente, dopodiché scopre il nascondiglio di Wigmund e, insieme a Eivor, si reca sul luogo e lo uccide. Morso di Lupo scopre che anche egli faceva parte dell'Ordine degli Antichi. Con la morte di Wigmund, Eivor consacra l'alleanza con il clan di Soma.

#### I figli di Ragnar Lothbrok
Successivamente Eivor si sposta nel Ledecesterscire per raggiungere Sigurd e i due incontrano a Repton Ubba e Ívarr Ragnarsson, figli del grande Ragnar Lothbrok. Sigurd ed Eivor hanno modo di conoscere i due fratelli scoprendo che sono completamente diversi caratterialmente: Ubba è più saggio e riflessivo, Ivarr invece è senza controllo e fa quello che vuole quando vuole. I due fratelli vogliono allearsi con loro a patto che li aiutano nel loro piano: ovvero destituire il re di Mercia re Burgred e far salire al trono un loro alleato ovvero Ceolwulf II. I quattro assaltano la roccaforte di Burgred ma questi riesce a fuggire e il gruppo comincia a dare la caccia al re cercandolo in tutta la regione per poi ideare un piano per localizzarlo una volta per tutte, ovvero, rapire sua moglie Æthelswith. Eivor e Sigurd si infiltrano nella sua fortezza riuscendo a rapirla e dopo varie minacce si fanno rivelare il nascondiglio di Burgred e Morso di Lupo si reca personalmente a recuperare il sovrano. Alla fine Burgred, sotto minaccia, cede il trono a Ceolwulf rivelando che nessuno di loro avrà scampo perché gli Accoliti li troveranno ovunque andranno. Poco dopo ricevono la notizia che il villaggio di Repton è sotto attacco dal luogotenente di Burgred. Eivor e i Ragnarsson partono per difendere la città e Morso di Lupo salva Ceobert, figlio di Ceowulf, dal luogotenente battendolo in duello. Finito l'assalto consacrano all'alleanza con Ubba e Ivarr, inoltre Ceowulf affida suo figlio a Eivor per proteggerlo e lo porta a Ravensthorpe.

#### Viaggio in Anglia Orientale
Festeggiando l'alleanza con i Ragnarsson il villaggio Ravensthorpe viene attaccato da un gruppo di assalitori che si scopre provenire dall'Anglia Orientale. Eivor viaggia nella regione e conosce il futuro re Oswald che è in procinto di sposarsi con una donna norrena ma il la loro unione non è approvata dalla famiglia di lei inoltre l'Anglia è soggiogata da un clan danese guidato da un uomo di nome Rued. Morso di lupo conosce il reggente Finnr e insieme aiutano Oswald a incoraggiarlo a farsi rispettare perché egli è una persona molto buona che preferisce risolvere le questioni parlando invece che combattere. Alla fine dopo vari tentativi riescono a renderlo un guerriero e insieme affrontano Rued ma durante il duello Osward e Rued precipitano nel mare. Ritenuti morti, Eivor insieme a Finnr e a tutti gli uomini dell'Anglia Orientale assaltano la roccaforte di Rued per sconfiggere definitivamente il suo clan e durante l'assedio scoprono che Rued e Oswald sono vivi e quest'ultimo è prigioniero del primo. Eivor affronta Rued riuscendo a sconfiggerlo ponendo fine al suo dominio nell'Anglia. Oswald sale al trono e si sposa per poi sancire definitivamente l'alleanza con Eivor e il suo clan.

#### La liberazione di Lunden
A Lunden, l'odierna Londra, Eivor scopre che il governatore della città è stato ucciso e decapitato tuttavia incontra i suoi due luogotenenti: Stowe ed Erke. I tre indagano sull'omicidio e scoprono che il governatore è stato ucciso dai membri dell'Ordine degli Antichi che ormai hanno il controllo della città. Eivor continua ad indagare e scopre che sono tre i membri che controllano Lunden e sono conosciuti come "La Bussola", "La Freccia" e "La Sanguisuga". Morso di Lupo con l'aiuto di Stowe ed Erke rintracciano i primi due riuscendo ad ucciderli e a sua volta scoprendo che erano ben conosciuti in città e mai avrebbero pensato che erano membri di un ordine segreto. Infatti con la loro morte causano una piccola rivolta dei cittadini e "La Bussola" ne approfitta per assaltare Lunden con la sua flotta arrivando dal Tamigi. Eivor insieme ai due luogotenenti affronta l'esercito e uccide l'ultimo membro dell'ordine residente a Lunden. Con la città di nuovo libera i tre suggellano un'alleanza promettendo ad Eivor che avrebbero aiutato il suo clan in futuro se avessero avuto bisogno.

#### Lo Sciropescire
Nello Sciropescire (regione dell'Inghilterra), Eivor incontra di nuovo Ívarr Ragnarsson e fa conoscenza del vescovo Deorlaf. Vi è una trattativa in corso tra Ceolbert, giovane figlio di Ceolwulf, e re Rhodri per stipulare una pace. Ivarr, violento e contrario alla diplomazia, uccide il fratello di Rhodri e scoppia una guerra. Eivor e Deorlaf per impedire che ci siano altri spargimenti di sangue decidono di optare per una missione di sabotaggio per costringere Rhodri alla pace, così Morso di Lupo sabota le risorse del nemico e alla Rhodri decide di stipulare una pace, tuttavia dura molto poco perché Eivor trova morta il giovane Ceolbert con addosso un pugnale britanno. Sconvolti tutti Eivor decide di accettare il piano di Ivarr di uccidere Rhodri nel suo castello. I due assaltano la fortezza con l'esercito riuscendo a espugnarla e Ivarr sconfigge il re ma non lo uccide, preferisce farlo in un secondo momento. Il figlio di Ragnar chiede a Eivor di seguirlo verso un'altura dove vuole sacrificare Rhodri dove lo appende a un palo con gli organi che fuoriescono. Qui Ivarr confessa a Eivor che in realtà è stato lui ad uccidere Ceolbert nonostante fosse affezionato, solo per mantenere la sua fama di "uccisore di re". Morso di Lupo acceccato dalla rabbia affronta in duello Ivarr riuscendo ad ucciderlo. Nonostante la rabbia Eivor porta il suo corpo dal fratello rivelandogli la verità e fortunatamente Ubba non si arrabbia ma capisce le azioni di Eivor. Dopo aver celebrato il suo funerale Deorlaf viene eletto nuovo alderanno e si allea con il clan di Eivor.

#### L'Oxenfordscire e il rapimento di Sigurd
Eivor raggiunge Basim e Sigurd nell'Oxenfordscire e si accorge che suo fratello è cambiato e desidera cercare una donna di nome Fulke perché possiede una pietra particolare. Tuttavia i tre decidono di aiutare un uomo di nome Gaedric per farlo diventare il nuovo sovrano dell'Oxenfordscire e rovesciare l'attuale regnante ovvero la regina Edwin. Ella però possiede un esercito ben rifornito ed Eivor ostacola le sue truppe e distruggendo i carri con le risorse. Insieme a Sigurd e Basim liberano la donna di nome Fulke tenuta prigioniera nell'Abbazia di Sant'Albano e dopo essere stata liberata Fulke spiega che una speciale pietra gli permette di capire che Sigurd è un dio. Dopo la conquista della regione e l'alleanza con il nuovo aldermanno Geadric alla fortezza giunge re Aelfred. Qui Fulke tradisce il gruppo rivelando che lei è sempre stata sotto il comando di re Aelfred e consiglia al suo re di rapire Sigurd. Questi per evitare un conflitto si consegna ed Eivor torna al villaggio per informare Randvi ed ella consegna una lettera a Morso di Lupo scoprendo che è stata scritta da Fulke rivelando la sua appartenenza all'Ordine degli Antichi.

#### Jorvik
Tornato a Ravensthorpe Eivor stringe più alleanze possibili in modo da avere un gran numero di alleati con cui andare in battaglia per liberare Sigurd. Così decide di recarsi a nord nella città di Jorvik dove qui incontra alcuni suoi vecchi amici: Hjorr e sua moglie Ljufvina. Una volta giunto/a in città scopre che i suoi amici sono stati assaliti da alcuni uomini armati, dopodiché Eivor parla con re Ricsige scoprendo che la città è sotto il controllo di un gruppo chiamato "La Mano Rossa" ovvero membri dell'Ordine degli Antichi conosciuti con il soprannome "Lo Scrigno", "L'Ago" e "l'Aquila di Fuoco". Eivor insieme ai suoi amici indaga per la città scoprendo le identità di due membri ovvero Grigori il capo di porto che controllava i mercanti costringendoli a servirlo e la baronessa Ingberth che bruciava i manoscritti sacri ritenendoli blasfemi. Alla fine durante un banchetto organizzato dal re per la Festa di Yule scopre che l'ultimo membro ovvero il quartiermastro Audunn ha avvelenato il vino per uccidere tutti gli invitati ma per fortuna Eivor riesce ad uccidere anche l'ultimo membro liberando per sempre Jorvik dalla piaga dell'ordine. Hjorr e Ljufvina per ringraziare il/la amico/a promettono di venire i suoi aiuto se avesse avuto bisogno.

#### La ricerca di Sigurd nel Cent
Eivor riceve un messaggio da Basim che dice che potrebbe aver trovato Sigurd nella regione del Cent, così Morso di Lupo viaggia nella regione e si incontra con Basim che lo/la informa che per trovare Sigurd devono stringere un'alleanza con un frate di nome Kinebert: se lo avessero aiutato a ingraziarsi il nuovo Thein del Cent, lui avrebbe rivelato loro dove si trova Fulke con Sigurd. Così Eivor e Basim rintracciano il futuro Thein, un uomo di nome Tegmund e progettano un finto rapimento affinché Kinebert riesca a trarne vantaggio da tale piano. Eivor e Basim rapiscono Tegmund scoprendo che si tratta di un impostore che gli assomiglia, questi rivela che il vero Tegmund lo ha assoldato per compiere i suoi doveri fuori dalla sua fortezza. Così Eivor e Basim contattano Gaedrice per assaltare la fortezza di Tegmund e una volta fatto Kinebert raggiunge il luogo inscenando che è corso in suo aiuto ma il futuro thein prima di essere catturato si avvelena per non cadere in mano al nemico. Nonostante il piano sia andato male Kinebert decide di rispettare la sua parte del piano e convoca il giorno dopo Eivor e Basim nella sua abbazia per rivelargli il nascondiglio di Fulke ma al loro arrivo trovano la stessa Fulke che ha ucciso il frate e continua a dire che Sigurd è l'unico essere umano che serve a loro per ottenere il potere degli Dei. Fulke fugge e scaglia i suoi uomini contro i due ma Eivor e Basim riescono a fuggire e rintracciano il nascondiglio di Fulke nel Cent e una volta dentro purtroppo non trovano Sigurd ma una stanza delle torture e il braccio sinistro di quest'ultimo. Sconsolati Eivor torna a Ravensthorpe e Basim continua la sua ricerca. Tornato/a al villaggio viene nuovamente insultato da Dag che continua a credere che Eivor non stia cercando Sigurd ma che vuole solo ottenere la gloria così sfida a un duello all'ultimo sangue il Morso di Lupo. Eivor vince il duello ed è costretto/a a uccidere Dag secondo le loro tradizione.

#### l'Essex
Morso di Lupo continua la sua ricerca di alleati per salvare Sigurd e viaggiando nell'Inghilterra si reca nell'Essex. Qui fa la conoscenza dell'Aldermanno Birstan e di sua moglie Estrid. I due pur essendo sposati non si sopportano e vorrebbero "divorziare" ma secondo il cristianesimo è impossibile, così chiedono aiuto a Eivor per escogitare un piano in cambio della loro alleanza. Estrid rivela che in passato hanno simulato un finto rapimento ma che non è andato a buon fine e che vorrebbero riproporlo, Eivor accetta e fa finta di rapire Estrid durante una festa per poi portarla nel luogo d'incontro dove si trova l'amante della donna ovvero Rollo, un norreno. Il piano va a buon fine e Estrid lascia l'Inghilterra insieme a Rollo per ritornare nella sua terra d'origine ovvero nel Regno Franco. Attuata la prima parte del piano, Birstan chiede a Eivor di rintracciare il suo amore di gioventù, una donna di nome Alfida. Morso di Lupo rintraccia la donna e riesce a convincerla a dare una seconda chiange a Birstan e a gran sorpresa scopre che la donna è madre di un ragazzo di nome Eluric che è il figlio di Birstan. Avendo svolto questi compiti Eivor ottiene l'alleanza con Birstan e l'Essex.

#### Soggiorno a Wincestre
Eivor viene invitato con una lettera a Wincestre (Winchester), dove operano tre membri dell'Ordine degli Antichi. Il mandante della lettera si fa chiamare "Il povero soldato di Cristo" e quindi Eivor si reca in una chiesa e scopre l'identità di tale persona: Re Aelfred. Aelfred e il suo secondo Godwin gli danno informazione sui membri dell'Ordine che acquisiscono sempre più potere in città. Eivor in un primo momento rifiuta e vuole sapere dove si trova Sigurd ma Aelfred rivela che lui è una marionetta dell'ordine come altri e che non può fare nulla inoltre non conosce l'ubicazione di Fulke e Sigurd. Eivor trova scopre l'identità dei tre: la Forca è l'intendente Selwyn che giustizia chiunque, il Calamo invece è la donna Hilda che utilizza gli orfani per avere informazioni e addestrarli secondo le leggi dell'Ordine degli Antichi, mentre La Lama era un vescovo che è morto. Eivor li elimina tutti e tre ma Aelfred e Godwin lo attaccano perché lo/la considerano un/una eretico/a ed è così costretto/a a scappare e a tornare a Ravensthorpe.

#### Il nuovo jarl a Snotinghamscire
Eivor riceve una lettera dal suo amico d'infanzia Vili che lo/la prega di venire nello Snotinghamscire perché suo padre, Jarl Hemming, stà morendo. Morso di Lupo viaggia nella regione e rincontra Trygve, consigliere e amico dello jarl, dopo molti anni. Qui rivela che lo jarl non si trova al villaggio ma sta affrontando i pitti in una battaglia a nord. Così Eivor raggiunge Hemming e lo aiuta nella battaglia e una volta ottenuta la vittoria scopre che in realtà è stato proprio lo jarl a scriverle per recarsi qui per scegliere il nuovo jarl tra Trygve e Vili. Tornati al villaggio Eivor si rende conto che Vili non vuole accettare la malattia di suo padre e ripudia il ruolo di jarl dicendo che sarebbe giusto che sia Trygve. Il giorno dopo Hemming muore per colpa della sua malattia e affida a Eivor l'ardua scelta. I giorni passano e mentre preparano la pira funebre Eivor si consulta anche con la sciamana del villaggio per decidere il nuovo jarl e alla fine riesce a convincere Vili a prendere il ruolo di suo padre e che sarebbe stato fiero di lui. Finito il funerale Vili promette di aiutare Eivor se avrebbe avuto bisogno in futuro.

#### La battaglia in Sussex e il salvataggio di Sigurd
Eivor e i suoi numerosi alleati invadono il Sussex, ed espugnano la fortezza dove è prigioniero Sigurd riuscendo a salvarlo. Nel mentre Fulke è fuggita e Morso di Lupo la insegue per ucciderla una volta per tutte e alla fine riesce nell'intento ma prima di spiare la donna rivela a Eivor che Sigurd è un antico Dio. Tornati a Ravensthorpe Eivor e Randvi notano subito il cambiamento di Sigurd, è silenzioso, schivo e si arrabbia facilmente e addirittura dubita della fiducia di Eivor credendo che voglia rubargli il suo posto come jarl. Morso di Lupo e Randvi decidono di lasciar tranquillo Sigurd per far si che si riprenda dallo shock che ha subito in questi mesi.

#### L'alleanza con Halfdan Ragnarsson
Eivor continua a cercare alleanze in Inghilterra e si reca in Northumbria per allearsi con Halfdan Ragnarsson, altro figlio di Ragnar di Lothbrok e fratello di Ubba e Ivarr. Eivor si reca a nord e scopre che Halfdan è in guerra contro i Pitti del nord. Dopo aver sconfitto un assalto dei nemici Eivor viene convocata da Halfdan che informa Morso di Lupo che qualcuno lo vuole uccidere e dubita del suo braccio destro: Faravid. Così Eivor cerca indizi su Faravid affiancandolo nelle sue battaglie contro i Pitti, man mano che passano i giorni si scopre che Halfdan è malato e vede nemici ovunque. Faravid propone di utilizzare l'esercito di Ricside per assaltare la fortezza dei Pitti e con uno stratagemma ottengono il suo esercito ma durante l'assalto scoprono che Ricside si è alleato coi Pitti per detronizzare Halfdan. Eivor insieme a Faravid, Halfdan e a loro esercito espugnano la fortezza e uccidono il traditore. Durante il banchetto Halfdan riceve una coppa in piombo, tossica, e accusa pubblicamente Faravid di tradimento. Se si sceglie di accusare Faravid Eivor lo affronta e verrà giustiziato da Halfdan, invece se Morso di Lupo smentisce le accuse di Halfdan questi bandirà Faravid. In ogni caso in base alle scelte il figlio di Ragnar si allea con Eivor e il suo clan.

#### Glowecestrescire
Gunnar si reca nello Glowecestrescire per sposarsi e Eivor si reca sul posto per presenziare al matrimonio e stringere un'alleanza con il signore del posto. Morso di Lupo incontra Cynon, aldermanno del luogo che festeggia la festa chiamata Mari Lwyd dove lui sarà sacrificato dentro un enorme pupazzo di paglia per commemorare gli antichi dei celtici. Il suo successore è Tewtwr, un devoto cristiano che trova queste feste barbariche e affermando che quando sarà aldermanno cambierà tutto, inoltre non sopporta i danesi. Durante la feste Eivor e Tewtwr si ubriacano e il futuro aldermanno sparisce e accusano Morso di Lupo per l'assassinio. Eivor chiede aiuto a Modron, guaritrice del luogo per cercare risposte e scopre che la bevanda che hanno bevuto tutto il tempo era drogata e hanno rapito Tewtwr. Eivor lo rintraccia e lo salva scoprendo che il vero rapitore è Cynon. Questi in combutta con Modron ha architettato tutto questo perché Tewtwr essendo cristiano avrebbe cancellato le tradizioni celtiche, così il loro piano era quello di rapirlo e sacrificarlo. Eivor rintraccia Modron nella sua grotta. Qui Eivor può decidere se uccidere o risparmiare Cynon e Modron. Se li risparmia assisteranno al sacrificio di Cynon dentro il pupazzo di paglia. In ogni caso Tewtwr diventa Aldermanno e si allea con Eivor.

### Viaggio in Vinlandia
Dopo aver ucciso diversi membri dell'ordine Eivor scopre che il figlio di Kjotve, ovvero Gorm, anche lui è un membro dell'ordine e si trova in un luogo chiamato Vinlandia. Con le informazioni da Hytham e Randvi scopre che questa terra chiamata Vinlandia è stata scoperta da poco tempo e si trova molto lontano dall'Inghilterra. Eivor grazie all'aiuto di una donna di nome Nessa ottiene un passaggio verso la Vinlandia e prima di partire si traveste da schiavo per non attirare l'attenzione. Dopo tre settimane in mare finalmente giungono a destinazione sbarcando nel campo creato da Gorm ovvero Nyhofn. Qui il villaggio è gestito da una donna di nome Hilde che informa Morso di Lupo di stare attento al luogo e che commerciano con gli abitanti del luogo stanziati poco lontano. Eivor comincia a indagare e scopre l'esistenza di un uomo di nome Olav che è stato imprigionato da Gorm ma che è riuscito a fuggire. Eivor decide di cercare per avere un alleato durante la sua caccia e le sue ricerche lo conducono al villaggio dei nativi del luogo ovvero i Mohawk. Gli abitanti si dimostrano pacifici e alla fine Eivor trova il nascondiglio di Olav che gli rivela che Gorm ha costruito diversi accampamenti nella zona perché sta cercando un luogo che gli sta suggerendo una "sfera magica". Eivor decide di mettersi sulle tracce di Gorm e allo stesso tempo esplora il luogo rimanendo affascinato/a dal luogo perché è completamente diverso da tutti quelli che ha visto. Alla fine rintraccia Gorm nel suo campo e lo uccide recuperando quel manufatto che si scopre essere un frutto dell'eden, precisamente una sfera di cristallo. Qui Morso di Lupo trova l'entrata del Grande Tempio e decide di non fare nulla perché il suo compito era finito, successivamente dona la sfera ai Mohawk per poi partire e tornare in Inghilterra.

### Il ritorno in Norvegia
Dopo essersi alleati anche con lo Snotinghamscire e le terre di Halfdan Ragnarsson Sigurd ed Eivor tornano in Norvegia e dopo un breve incontro con Styrbjorn raggiungono il luogo dove forse c'è l'entrata per il Valhalla. Vi trovano un macchinario Isu e grazie ad esso entrano in una simulazione del Valhalla. Quando, escono trovano Basim, che afferra Sigurd e minaccia di ucciderlo. Dopo un duro scontro i fratelli imprigionato l'Occulto, in realtà reincarnazione di Loki, nel macchinario.

### Il ritorno a Ravensthorpe e la sconfitta dell'Ordine
Quando tornano in Inghilterra Sigurd nomina Eivor nuovo jarl di Ravensthorpe. Quest'ultimo elimina tutto l'Ordine degli Antichi e alla fine ottiene un incontro con il Gran Maestro. Questi è in realtà re Alfredo, che ha aiutato Eivor con lettere firmate "povero soldato di Cristo" ad eliminare l'Ordine di cui ha ereditato la leadership ma che trova blasfemo. I due si incontrano in un piccolo villaggio dove Alfredo vive in incognito. Il re consegna il suo medaglione ad Eivor e abdica. Nonostante la lotta all'Ordine degli Antichi e le proposte di Hytham Eivor non si unisce agli Occulti.

### La battaglia dell'Hamtunscire
Nel gennaio dell'878 l'ultima roccaforte sassone, l'Hamtunscire, è vicina a cedere. Eivor chiama ancora una volta a raccolta i suoi alleati e attacca i sassoni durante una festa, dando fuoco al villaggio. Nonostante varie perdite, tra cui Soma, il giovane aldermanno Hunwald e l'amico Hjorr, i norreni e i loro alleati sconfiggono i sassoni nemici e stabiliscono il dominio sull'Inghilterra.

### Isola di Skye
Nell'anno 880 a Ravensthorpe giunge una sciamana amica di Valka di nome Edyth proveniente dall'isola di Skye. La donna rivela che gli abitanti dell'isola sono tormentati da incubi causati da una donna che secondo lei è Randvi. Eivor si reca sull'isola e comincia a indagare per poi recarsi nel cimitero di una chiesa incontrando la misteriosa donna che in realtà non è Randvi ma la leggendaria misthios Kassandra. I/le due cominciano a duellare e dopo che entrambi vedono la Lama Celata scoprono che tutti e due sono lì per lo stesso motivo. Eivor si allea con Kassandra ed ella rivela che gli incubi sono causati da un antico manufatto creato da un'antica razza. Dopo aver scoperto il luogo dove è nascosto Eivor e Kassandra discutono su come proseguire e alla fine Morso di Lupo decide di continuare da solo/a e si mette alla ricerca delle chiavi della cripta. Dopo averle trovate tutte viene raggiunto/a da Kassandra riappacificandosi. Nella cripta recuperano il frutto dell'eden ponendo fine agli incubi sull'isola. Ormai diventati amici/amiche decidono di festeggiare la buona riuscita della missione partecipando a un matrimonio dell'isola. Rimangono per tutta la durata dei festeggiamenti e Kassandra lascia il luogo salutando per sempre Eivor.

### Morte
In un tempo imprecisato Eivor raggiunge il Vinland, l'odierna Terranova, dove morì per motivi sconosciuti e venne sepolto/a con tutti i suoi oggetti come un vero funerale vichingo. Nel 2020 i due Assassini Rebecca e Shaun trovano i suoi resti prelevandone alcuni e grazie all'Animus permettono a Layla Hassan di rivivere i ricordi di Eivor.

## Le visioni di Eivor
Quando Valka giunge a Ravensthorpe Eivor chiede il suo aiuto per trovare una soluzione in base alle sue visioni, così la sciamana del villaggio prepara una particolare bevanda che fa sprofondare Eivor in uno stato di coma apparente facendogli vedere tutte le sue visioni in modo chiaro.

### Asgard
Eivor si risveglia ad Asgard impersonando Odino stesso e rivivendo i suoi giorni poco prima del Ragnarok. Qui Eivor nonostante viene visto come Odino viene chiamato Havi, altro nome del Padre degli Dei. La visione comincia dove Eivor affronta insieme agli altri Dei Norreni un assalto degli Jotun scoprendo che il portale è stato aperto da qualcuno. Sconfitto gli assalitori in città giunge un uomo che non rivela il suo nome ma preferisce essere chiamato "Il Costruttore" promettendo di costruire una torre difensiva contro i nemici in cambio della mano di Freya, moglie di Odino. Thor e Freya sono contrari a questo accordo ma Eivor acconsente alla richiesta sotto consiglio di Tyr credendo che non sarebbe mai riuscito a costruire la torre nel tempo stabilito. Nel mentre Eivor vede che Loki sta tramando qualcosa e inoltre Asgard è continuamente minacciata da un lupo chiamato Fenrir che Tyr ha voluto portare a casa perché era un cucciolo. Il lupo un giorno comincia a infuriarsi e affronta Eivor venendo sconfitto e qui Loki rivela che è suo figlio promettendogli vendetta. Nello stesso momento il Costruttore termina in tempo la torre ma gli dei si rifiutano di consegnargli Freya e l'uomo adirato rivela la sua vera natura, ovvero che è uno Jotun. Intrappola Eivor all'interno della torre affrontandolo ma alla fine viene ucciso. Eivor preoccupato delle azioni degli Jotun e di Loki decide di recarsi a Jotunheim per fermare l'avvento del Ragnarok.

### Jotunheim
Giunto/a a Jotunheim Eivor si reca dalla jotunn Angrboda ovvero l'amante di Loki da cui ha avuto tre figli: Jormungandr, la Dea della morte Hel e il lupo Fenrir. Qui la strega riesce a circuire Havi dicendogli che c'è solo un modo per sfuggire al Ragnarok ovvero trovare la fonte di Mimir e l'idromele di Suttungr.

## Personaggio

### Personalità
Eivor essendo un vichingo è una persona molto coraggiosa che non ha paura di morire e si lancia in battaglia senza esitare, infatti come tutti i guerrieri norreni ama proprio combattere e uccidere i nemici, tuttavia non uccide mai per divertimento ma lo fa solo quando combatte per difendersi. Come ogni guerriero è molto orgoglioso/a si vanta delle sue uccisioni e delle sue vittorie sul campo di battaglia. È molto legato al clan e cerca in ogni modo di rendersi utile, tuttavia preferisce rimanere da solo ma questo non gli fa perdere la stima dei membri del suo clan. Molte volte in battaglia ha dimostrato di essere un ottimo stratega analizzando bene la situazione. Come affermato da Eivor stesso odia le sorprese. Da vero guerriero vichingo ama festeggiare bevendo litri di birra o idromele e possiede una grande resistenza all'alcool e considera il vino una bevanda per bambini. Eivor è anche bisessuale e spesso è andato a letto con persone che gli piacevano ma mai una relazioni stabile, tuttavia a Ravensthorpe si avvicina molto a Randvi e può cominciare una relazione con lei.
È un discreto pescatore riuscendo a pescare pesci anche molto grossi con le antiche tecniche di pesca, inoltre nonostante non sopporti i lupi a Ravensthorpe salva un lupo bianco ferito che questi poi lo seguirà in battaglia se Eivor lo chiamerà.
Nonostante la natura da vero guerriero ama fare poesia e durante i suoi viaggi se incontra un cantore lo sfida in una gara di rime. A differenza di gran parte dei norreni, Eivor è molto intelligente e non uccide mai per divertimento e aiuta gli indifesi anche se non sono parte del suo clan. Profondamente legato alla cultura e alla mitologia della sua terra e crede fermamente negli Dei anche se crede nel proprio destino. All'interno del clan è molto legato a Randvi e Valka, ma specialmente a Sigurd. Dopo aver visto suo padre morire per mano di Kjotve ha cominciato a provare un odio profondo verso quell'uomo ma quando viene adottato da Styrburn si lega molto a Sigurd vedendolo come il fratello che non ha mai avuto e lo stesso fa quest'ultimo avendogli assegnato il ruolo di secondo capo al villaggio di Ravensthorpe. Quando conosce Basim e Hytham è molto curioso sulla loro organizzazione e rispetta le loro idee mostrando una personalità dalla mente larga.
Eivor crede negli Dei Norreni e come ogni vichingo prima di scendere in battaglia invoca il nome di Odino o Thor affinché gli diano la forza, tuttavia non apprezza che siano gli Dei a scegliere il destino di ognuno ma preferisce avere il libero arbitrio tracciando il suo destino come vuole lui.

### Attrezzature e Abilità
Fin da bambino Eivor è stato addestrato nell'arte della guerra fino a diventare un vero guerriero del nord. All'età di vent'anni è capace di combattere con spade, asce, martelli, lance, archi e di impugnare uno scudo. Inoltre gli hanno insegnato a combattere anche con due scudi simultaneamente. Essendo una guerriero del nord la sua arma principale sono le asce piccole che gli permettono di combattere velocemente. In battaglia è molto cruento e non si fa scrupoli a uccidere i nemici al punto da amputargli parti del corpo. Combattendo spesso insieme al suo clan è molto coordinato con i suoi compagni di battaglia. Inoltre essendo un capitano di nave riesce dirigere le attraversate lungo i fiumi e sul mare con grande maestria.
Eivor dimostra di essere anche un esperto del parkour riuscendo ad arrampicarsi praticamente ovunque, anche su pareti rocciose molto ripide che per molti sarebbe impossibile da scalare. La cosa più sorprendente è che riesce a lanciarsi da un'altezza considerevole riuscendo sempre a salvarsi.
Una volta incontrati Basim e Hytham questi gli regalano la Lama Celata e gli insegnano tutte le tecniche degli Occulti e Eivor dimostra di una grande padronanza nell'arma riuscendo ad imparare velocemente ogni tipo di tecnica. Hytham per ringraziarlo per avergli salvato la vita gli insegna il "Salto della Fede" che dopo averlo imparato lo utilizzerà sempre per gettarsi da altezze considerevoli.
Eivor come Bayek e Kassandra possiede il "Senso dell'Aquila" che gli permette di collegarsi spiritualmente al suo corvo Synin e vedere con i suoi occhi. Tuttavia a differenza dei due, Eivor possiede anche l'Occhio dell'Aquila essendo un Saggio e quindi molto collegato agli Isu. Questi lo chiama "Occhio di Odino" e tutto il suo clan è a conoscenza di tale abilità.

## Curiosità
- Il nome Eivor, Eivør o Øyvor è un nome proprio di persona sia maschile che femminile derivante dal proto-norreno auja, significante "buona fortuna". Il nome potrebbe anche derivare da warjaʀ, "difensore" o dalla combinazione delle parole norrene ey/øy (isola) e -varr (prudente).